# ライセンスキー

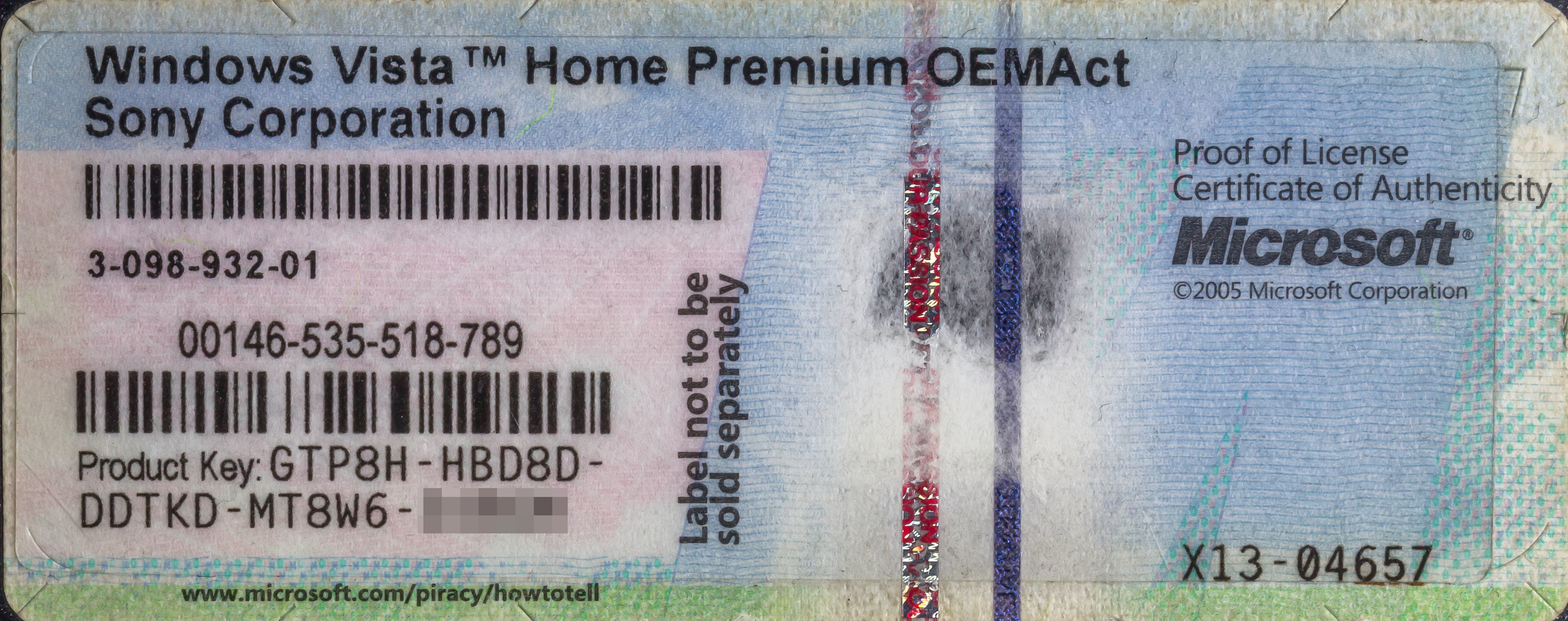
Windows Vistaの正当性証明書に記載された製品キー

ライセンスキー(License Key)とは、そのソフトウェアを利用する上で、正規に購入したものであるかどうかを判断するためのパスワードのようなもの。シリアルナンバーや登録コードともいう。日本法においてはライセンスという概念が無いが、著作者や販売元などが利用者との契約によってライセンスという概念を作っている。

## 概要
市販のソフトウェアや大半のシェアウェアなどは、ユーザ登録はがきなどに印刷されたものや、使用料の支払い後に作者から送られてくるライセンスキーをソフトウェアに入力することで正規ユーザとなり、すべての機能を使用できるようになる。ライセンスキーの入力は、大抵はインストール時か起動時に行うが、必ずしも使用料の支払いを求めないもの（ドネーションウェア／カンパウェア）はソフトウェアのどこかに入力欄が設けられており、そこに入力することになる。

## 注意点
通常、ライセンスキーを入力しなくても、全部あるいは一部の機能が使用できなかったり、一定の時間・回数しか起動できなかったり、広告が表示されたりする。料金を支払いたくないがためにインターネット上で漏洩（ろうえい）しているものを取得したり、他のユーザから聞き出したりして不正に使用し続けるという事件がよくある。ソフトウェア使用契約に同意しながら契約の内容を無視して不正なライセンスキーを使用した場合、債務不履行になり民法で訴えられることとなる。なお、日本では著作権法に使用権というものは無いため、パッケージを開封する(シュリンクラップ)時やインストール時など表示されるソフトウェア使用契約に同意しないまま何らかの方法でインストールしライセンスキーを迂回した場合に違法や不法とはならなく、この手法はセキュリティ解析や互換ソフトウェア開発などに使われている。転売の可否はソフトウェア使用契約によって異なる。
一部のシェアウェアには、不正なライセンスキーを使用するとシステムを破壊するものが存在する。かつてソフトウェアシンセサイザー『WinGroove』にそのようなシステム破壊ルーチンが埋め込まれVectorをも巻き込む大騒ぎになり、作者が急遽そのルーチンを除いたバージョンを出すという騒動が起きている。パソファミ、東西麻雀もシステム破壊ルーチンの存在が確認されている。このように、シェアウェアにおいて正規利用者では発動しないが不正利用者に対しては発動する攻撃的な対策をロジックボムと呼ぶ。